# Peptidă

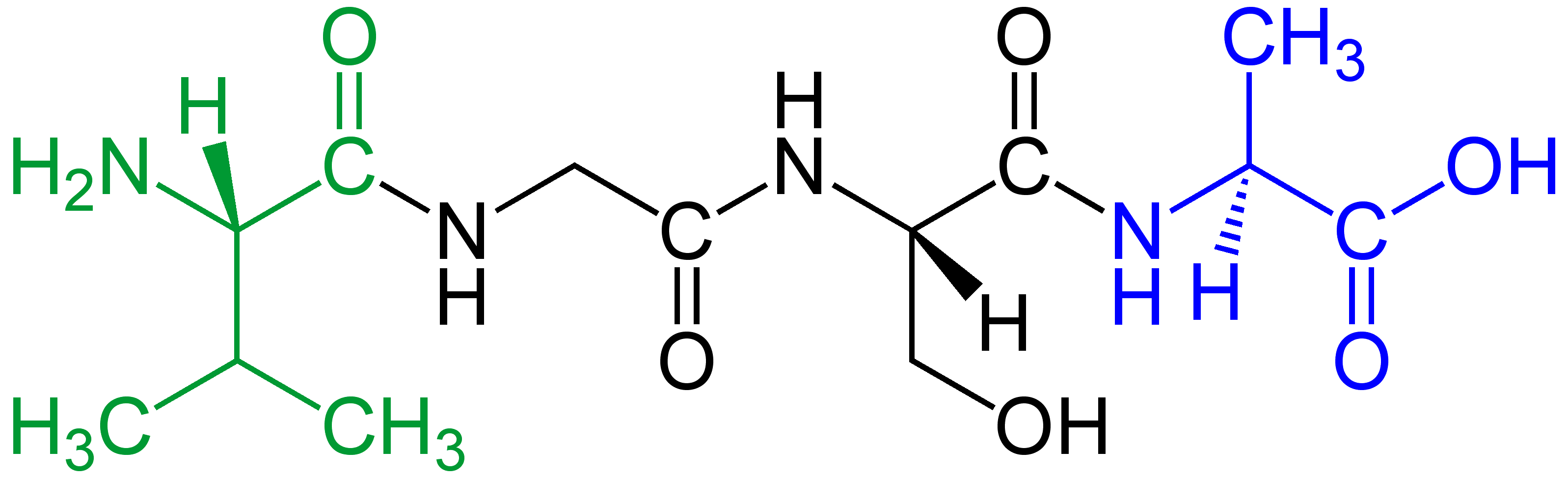
Un exemplu de tetrapeptidă (secvențe de Val-Gli-Ser-Ala):
cu verde este aminoacidul N-terminal (L-Valina) și
cu albastru este aminoacidul C-terminal (L-alanina)

Peptidele sunt polimeri scurți formați prin legarea, într-o anumită ordine, a mai multor α-aminoacizi. Legătura dintre doi aminoacizi se numește legătură peptidică. Aminoacizii de la capetele catenei de peptidă se numesc aminoacid C-terminal și respectiv N-terminal.